# ひぐらしのなく頃に 鬼曝し編
『ひぐらしのなく頃に 鬼曝し編』（ひぐらしのなくころに おにさらしへん）は、角川書店刊『コンプエース』で2005年3月26日発売のVol.1に予告編掲載後、同年6月25日発売のVol.2より2006年7月25日発売のVol.8まで連載された漫画作品。単行本は全2巻。原作・竜騎士07、作画・鬼頭えん。
07th Expansionの同人ゲーム『ひぐらしのなく頃に』をベースとする書き下ろしの外伝作品である。
また、DS版『ひぐらしのなく頃に絆』第一巻・祟に収録されている染伝し編、第二巻・想に収録の影紡し編はこの外伝をベースとしている。

## ストーリー
昭和58年（1983年）6月。ごく普通の女子高生であった公由夏美は、父のマイホーム購入を機に、両親と雛見沢出身の祖母と共に興宮から引っ越し、新しい学校での生活にも慣れ始めていた。
ところが、祖母の故郷・雛見沢村が火山性ガスの噴出により、一夜にして壊滅すると言う自然災害が発生。それ以後、日本各地で雛見沢村出身者がガス災害を「オヤシロさまの祟り」だと主張し、様々な奇行に走る怪現象が続発。中には、殺人事件に発展するケースも存在した。マスメディアは雛見沢出身者の奇行を連日連夜興味本位で取り上げ、世間では次第に差別感情が醸成されていく。
そんな中、夏美の祖母が「オヤシロさまの祟り」を恐れて、家中を魔除けで飾り立てた写真が、写真週刊誌に掲載されてしまう。

## 登場人物
鬼曝し編の登場人物を参照。

## 単行本
1. ISBN 4-04-713815-0　2006年4月10日 初版発行
2. ISBN 4-04-713862-2　2006年9月26日 初版発行

- コンプエースVol.009の応募者全員サービスで書き下ろしの特別編を掲載した「ひぐらしのなく頃に 鬼曝し編・プレミアブック」が2007年3月に刊行された。事件から7年後の平成2年、依然として連続怪死事件と雛見沢出身者への差別が続く中で藤堂暁と再会した赤坂の視点から、事件の後日談を描いている。この後日談は「after」と題して2007年12月に刊行された「ひぐらしのなく頃に怪 現壊し編」の単行本に収録されている。
- 第2巻初版の帯にはスクウェア・エニックス刊の「鬼隠し編」「綿流し編」「祟殺し編」（各1〜2巻）及び「暇潰し編」1巻の広告が掲載されている。
- 単行本収録の際に、雑誌掲載時に付けられていた読み仮名が削除されている。